# Алапін Семен Зіновійович
Семен Зіновійович Алапін (7 листопада 1856, Санкт-Петербург  (за іншими даними Вільна)  — 15 липня 1923, Гайдельберг) — російський (литовсько-єврейський) шахіст; наприкінці 1870-х років один з найсильніших у Росії; шаховий теоретик. Інженер-шляховик; комерсант. У 1894–1905 роках проживав у Парижі, Берліні, Відні; в 1905 — 1913 — в Росії, потім у Німеччині.
Алапін навчався в Гейдельберзі, і після навчання працював представником експортної фірми в Берліні й у Парижі. Завдяки своїй комерційній діяльності заробив статок і став фінансово незалежним. Оселився у Берліні й приєднався до берлінського шахового товариства.
З кінця 1870-х років займався виключно шахами. 1879 року в Санкт-Петербурзі відбувся національний шаховий турнір, в якому брали участь найсильніші гравці Росії. На перше місце претендували Михайло Чигорін і Семен Алапін, які набрали однакову кількість очок, але в додаткових поєдинках перемогу здобув Чигорін. Тоді в Росії найсильнішими шахістами були Чигорін, Шіфферс та Алапін.
У 1890 році Алапін програв матч Чигоріну з рахунком 3:7 (+3-7=0). В 1893 виграв матч проти німецького шахіста Курта фон Барделебена з рахунком 3½: 1½ (+3-1=1). 1899 року зіграв внічию проти відомого австрійського майстра Карла Шлехтера — 3:3 (+1-1=4).
До найкращих здобутків Алапіна в турнірах належать: 4-е місце у Відні 1899 року; 2-е місце у Відні 1901; 5 місце в Монте-Карло 1901 року; 1-е місце в Санкт-Петербурзі 1906 року; 2-е місце в Лодзі в 1908 році; 2-е місце в Мюнхені в 1909; 1-е місце в Мюнхені 1911 року.
1911 року в Мюнхені Алапін програв матч австрійському майстру Рудольфу Шпільману — 3½: 6½ (+3-6=1).
Від 1898 до 1901 року Алапін видавав у Берліні шахову газету «Der Schachfreund». 1913 року в Гейдельберзі він видав під такою ж назвою шахову книгу для початківців.
В 1913 році Алапін покинув Росію.
Свого часу Алапіна вважали одним зі значних теоретиків шахів. Його ім'я отримав дебют Алапіна, який починається ходами:
1. e2-e4 e7-e5 2. Kg1-e2
На його честь названий також один з варіантів сицилійського захисту:
1.e2-e4 c7-c5 2.c2-c3
і варіант в іспанській партії:
1.e2-e4 e7-e5 2.Kg1-f3 Kb8-c6 3.Cf1-b5 Cf8-b4.
Відомий також гамбіт Алапіна у французькому захисті:
1.e2-e4 e7-e6 2.d2-d4 d7-d5 3.Cc1-e3.
За деякими оцінками, найвищий історичний рейтинг Алапіна в лютому 1898 дорівнював 2688, це був би десятий рейтинг у світі в той час.

## Книги
- К теории испанской партии. Шахматно-аналитический этюд, СПБ, 1896;
- Der Schachfreund, Heidelberg, 1913.